# 遊仙詩
遊仙詩，中國古代詩歌類型之一，以遨遊仙境、上昇天庭為主題，抒發嚮往成仙的心願，廣泛採用道教神話傳說為素材。有些遊仙詩寄托以有志難伸的不滿，抒發憤世嫉俗與苦悶之情，也有遊仙詩以登臨仙境比喻男歡女愛，抒寫俗世的悅樂。廣義的遊仙詩，包括楚辭等辭賦，屈原《離騷》被視為遊仙詩的起源，為後世所倣效。歷史上遊仙詩最興盛的時期是魏晉時代，代表詩人有東晉的郭璞和晚唐的曹唐，其餘重要詩人有曹植、阮籍、李白等。文學批評家對遊仙詩整體評價不高，認為遊仙詩精神價值太过塵俗，缺少了想像力和宏偉的架構。

## 主題思想
遊仙詩抒寫遊覽仙境，歌詠神仙世界:255，主題大致有五種：
1. 慕仙：道家詩人相信神仙之說，幻想仙境，描寫異象，如張華、張協、郭璞、李白 、曹唐等[2]:108；李白〈天台曉望〉、〈古風〉其五、其七幾首，都表達了追求成仙的願望[3]:157、160、165；
2. 寄託：詩人大多身當亂世，有志難伸，懷才不遇，憤世嫉俗，假託神仙之說抒發不滿和憂愁，如屈原、嵇康、阮籍等[2]:107[4]:11；
3. 擬古：文人欣賞遊仙詩的幽美意境，模倣前人的藝術成就，憑想像加以虛構，如宋玉、曹植、傅玄、鮑照、庾信等[2]:108；
4. 祝頌：詩人向帝王祝頌長生不老，如西晉成公綏〈晉四箱歌〉、陸機〈前緩聲歌〉[5]:351、362；
5. 狎邪：作者以仙女比喻妓女，仙境比喻妓院，自命風流的詩人以仙郎仙夫自居，這類世俗化的遊仙詩是一種娼妓文學[4]:19-21。

部份遊仙詩抒發苦悶之情，在衝突中掙扎，但沒有找到出路或歸宿，如阮籍〈詠懷詩〉，即使寫到神仙境界，也難以擺脫俗世的羈絆:127:213。詩人往往憤世嫉俗，不滿現世而別有希冀，想逃到另一世界，但理智上，他們大多並不真正相信仙界，幻想醒覺以後，有更空虛和更苦悶的心情:127-128。

## 情節與題材
早期遊仙詩的典型情節，有以下兩類：
1. 詩中人登山遇仙，得到仙丹，自己服下，或將丹藥帶回凡間，獻給帝王。例如曹植〈飛龍篇〉，寫詩人登上泰山，得遇仙翁，獲授仙丹，由此長生不老[7]:163-165；
2. 詩中人修練得道，飛昇仙境，拜會仙人，如西王母、赤松子，或在天庭盛宴，或得仙丹秘術，得以長生不老。例如曹操〈陌上桑〉，寫詩人自九嶷山經玉門關到崑崙山，見西王母，遇見赤松子，獲授秘術和靈芝，升天遨遊，最後長生不老[7]:163、193。曹植〈五遊詠〉先寫離世升天，車馬鼎盛，然後寫天路歷程與仙境，以及在仙境的樂趣，是遊仙詩的典型結構[2]:116。

六朝時，遊仙詩所寫仙境多集中於華山、泰山等名山，詩中人可由崑崙上昇天庭，仙人以王喬、赤松子為主，其次為西王母與東王公，所用典故較為固定，成為套語，意象缺乏新意。東晉開始，詩人取材較廣，如郭璞〈遊仙詩〉有取於《山海經》，庾闡的遊仙詩取材自劉向《列仙傳》:26、42-44，庾信則有取於葛洪《神仙传》。这一时期，遊仙詩受道教影響較深，加入了道教詞彙，甚或述說學道過程:54-55、49-51。部份遊仙詩描寫山水草木等大自然景物，促進山水詩的興起:538。

## 發展
遊仙詩歷史可分三期：
1. 楚辭時期，由戰國至東漢，以屈原為中心，主要體裁是賦[2]:107；
2. 五言詩時期，由魏晋到盛唐，以曹植、阮籍、郭璞為中心，主要體裁是七言古詩；當中魏晉是歷史上遊仙詩的鼎盛期，到南北朝漸趨衰歇[4]:175；
3. 七言詩時期，由中唐到明清，以曹唐為中心，主要體裁是七絕，間中用七律或七古，當中曹唐創出遊仙詩的新格局[4]:176。

### 戰國至東漢
屈原的〈離騷〉和〈遠遊〉是遊仙詩的開山鼻祖，後來的摹擬作品也多有不及:9:108、110。〈遠遊〉有道家神仙思想，描寫赤松子、王喬、韓眾等仙人:109-111；〈離騷〉中，詩人遊歷天國，乘神龍之車，但被天上神仙排斥，天國關閉不開，唯有返回人間:186、188。宋玉的〈九辯〉詳述上天歷程，有超塵絕俗之想:187-188。漢賦中，賈誼〈惜誓〉、嚴忌〈哀時命〉、張衡〈思玄賦〉等遊仙作品，都模倣楚辭；而曹操和曹植的遊仙詩，也受到辭賦的影響:113:193、200。秦朝博士所作的〈仙真人詩〉，是遊仙詩最古的例子之一，其主題學者有兩種說法：一為長生不老，一為巫師的神遊體驗:325-326:4。漢代朝廷祭祀所用的〈郊祀歌〉，也表達登仙或飛昇天界的願望。樂府詩中的遊仙詩，有〈王子喬〉、〈董逃行〉及〈善哉行〉等，大多都源自民間歌謠:330-333、339-340，部份遊仙詩以淮南八公為主題，多源自民間祠廟祭祀所用的樂曲:114:350。

### 魏晉
遊仙詩最具代表性的名篇，大多数完成於魏晉時期:88。三曹父子開始大量寫遊仙詩，曹操現存有〈氣出唱〉、〈精列〉等4篇，曹丕有〈折楊柳行〉1篇，曹植則有〈升天行〉、〈仙人篇〉、〈五遊詠〉等10多篇。曹植在理智上懷疑神仙:115，卻假託神仙以抒發对现实社会的不滿，其詩也有模倣屈原之處:349:34，被朱光潛批評為「沒有真正的生命，既無深情，也無逸致」:117。阮籍的遊仙詩寄託懷抱，成就較高，其〈詠懷詩〉82章中，有接近40章涉及遊仙，往往抒發對人生的不滿，表明其退隱自處，不與當權者合作的政治態度:36-37:117-118。陸機的〈東武吟行〉則以辭藻華美，對偶工整見稱:36。
東晉遊仙詩文字較華麗，講究對偶 :46。郭璞嚮往神仙之說，所寫仙景新鮮而具體，但氣象規模較狹小，詩中主角多是棲於山林的隱士，多用對偶，詩風華麗:118-119:358，多作自敘及慷慨之辭，部份素材來自《山海經》。郭璞受阮籍影響，把遊仙詩當作詠懷詩來寫，抒發苦悶與不滿:41-43、109-110、115，有憤慨不平之情:533。其中一首：
京華遊俠窟，山林隱遯棲。朱門何足榮？未若託蓬萊。臨源挹清波，陵崗掇丹荑。靈谿可潛盤，安事登雲梯。漆園有傲吏，萊氏有逸妻。進則保龍見，退為觸藩羝。高蹈風塵外，長揖謝夷齊。:537
這首詩運用對比手法，指出富貴虛幻，不如隱居求仙:537、539-540。一些東晉道士的遊仙詩，與郭璞的相似:324。郭璞作品是中國遊仙詩的代表作，劉勰讚賞郭璞「仙詩亦飄飄而凌雲」、「挺拔而為俊」，影響唐代與道教有關的詩人，如李白、李商隱、曹唐等:95、103、13。

### 南北朝至中唐
南北朝遊仙詩創作較少，或因山水詩興起，遊仙作品相對減少:46:359。遊仙詩自楚辭變為五古，到郭璞發展可說告一段落，其後鮑照、庾信、李白等都寫過遊仙詩，大體上繼承阮籍和郭璞，發展不大:121。與魏晉名篇相比，唐代遊仙詩較少達致「新鮮而有力」:69。不少遊仙詩寫夢遊仙境，當中王勃〈忽夢遊仙〉為最早例子，中晚唐詩人如白居易、李沇、沈彬等，亦寫入夢後遊歷仙境:65-66。唐代詩人給遊仙詩賦予新生命，藉以表達現實生活中的挫折與歡悅，遊仙詩有狎妓的新意思，其意源自張鷟的唐傳奇〈遊仙窟〉:87、67。唐代妓院中人常以「仙」、「真」為藝名，遊仙詩的「仙家」，實為妓院，仙家玉女實為妓女。這種遊仙詩強調人仙相戀，特別喜歡運用六朝志怪小說中劉郎、阮郎與仙女結為夫妻的典故，表現文人的風流自賞。這類遊仙詩可說是娼妓文學:84-89。

### 晚唐及以后
晚唐道士曹唐是寫下最多遊仙詩的唐代詩人，成就頗高:169、89，為遊仙詩開一新方向，不再用辭賦或五古的體裁，改用七律和七絕，現存詩兩卷，大半是遊仙詩:121，有七律〈大遊仙詩〉50篇，七絕〈小遊仙詩〉98篇:169、135。曹唐雖然還俗，但仍傾慕神仙，熟讀道教經書，採用葛洪《神仙传》、陶弘景《漢武帝內傳》以及其他道經中的傳說，素材之豐富多樣，前所未有:136、178、202。其詩常以神仙傳說為題材，如劉晨、阮肇上天台山、漢武帝與西王母、張碩與杜蘭香等故事，往往涉及男女感情:121-122。詩風方面则遣詞鮮明亮麗，〈大遊仙詩〉敘事精簡，善於改造神話情節，表現神話中人的心境:223、22、143，〈小遊仙詩〉則寄寓作者對神仙傳說的感慨:159，如以下一例：
長房自貴解飛翔，五色雲中獨閉門。看卻桑田欲成海，不知還往幾人存。
此詩引用《神仙傳》中費長房的故事，表現滄海桑田、人事全非的感慨:163。曹唐也運用把妓女當作仙女的隱喻，部份作品有濃厚的性愛色彩，寫宮嬪服飾之盛與逍遙行樂的痛快，與當時盛行的宮體詩相似:145:123。
晚唐僧人貫休作有〈夢遊仙〉詩，抒寫仙境:190。從曹唐起，遊仙詩往往與宮體詩合流。其後用七絕寫遊仙詩，數目最多的是清代的厲鶚，共有300多首，聲稱學習郭璞與曹唐，風格亦與曹唐相似:124:173。

## 評價
遊仙詩對仙境的理想往往並不高，有濃厚的物質主義色彩，仙境的極樂，大多就肉體需要而言，都是精緻化的肉體感受:126-127。如曹操的遊仙詩，大部份描述神仙歡宴的可喜可樂。不少遊仙詩一味歌頌仙境，表現對世外的憧憬，缺少寄託；仙人沒有追求什麼哲學思想:209-210、214，不作智慧的追求或道德的奮勉，沒有引導精神向上的激勵，精神價值「太塵俗，太鄙陋，不能產生很偉大的藝術作品」:127，其情懷往往沒有歸宿，不能產生莊嚴燦爛的意象:128。對仙境的描繪，遊仙詩一般過於薄弱:208，沒有首尾貫串的故事，對仙人的描寫亦太簡略，相對於西方的史詩，遊仙詩缺少了想像力和宏偉的架構:129-130。

## 翻譯
美國學者薛愛華譯註曹唐〈小遊仙詩〉33首，寫成Mirages on the sea of time: the Taoist poetry of Ts'ao T'ang一書，1985年加州大學出版社出版:184。

## 延伸閱讀
- 顏進雄.  (PDF). 《逢甲人文社會學報》. 2013, 26: 1–35  [2017-12-10]. （原始内容 (PDF)存档于2021-04-03） （中文（繁體））.
- 王瑜楨. . 《問學集》. 2009, 16: 16–27  [2017-12-10]. （原始内容存档于2020-12-16） （中文（繁體））.
- 賀秀明.  (PDF). 《福建學刊》. 1994, 4: 69–73  [2017-12-10]. （原始内容 (PDF)存档于2017-12-11） （中文（简体））.